# Bomarea edulis
Bomarea edulis là một loài thực vật có hoa trong họ Alstroemeriaceae. Loài này được (Tussac) Herb. miêu tả khoa học đầu tiên năm 1837.